# Донские армяне
Донские армяне (арм. Դոնահայեր, крымские армяне, также соврем. ростовские армяне или приазовские армяне; также употребляется название анийские армяне) — исторически сложившаяся группа армян, проживающая в значительных количествах в низовьях Дона с 1779 года, после переселения из Крыма. Такой же путь проделали и приазовские греки, осевшие в районе Мариуполя, но оказавшиеся после распада СССР на территории независимой Украины. 
Ныне армяне — это вторая по величине этническая группа Ростовской области РФ и четвёртая по величине армянская диаспора России среди субъектов федерации, численностью свыше 100 тысяч человек (2010 год, перепись). В Ростове-на-Дону армяне составляют 3,4 % населения (2010 год, перепись). Это наивысшая доля армян среди городов-миллионников РФ. Также донские армяне являются единственной армянской диаспорой России, имеющей ареал компактного расселения: в Мясниковском районе они составляют 56,1 % населения. В соседнем Егорлыкском районе их доля составляет 8,5 % населения.

## Расселение
Донские армяне компактно проживают в сёлах Чалтырь, Крым, Большие Салы, Султан-Салы, Несветай, Шахты, Шаумяновский и др. Происходят из Армянского Нагорья и Понта, откуда они начали переселяться в Крым с началом византийско-сельджукских войн. По этой причине они говорят на своеобразном нор-нахичеванском (типологически анийском) диалекте западноармянского языка, что отличает их от восточно-армянских диалектов прочих групп армян России. В настоящее время практически все владеют также и русским. После переселения в Российскую империю пользовались льготами и имели внутреннее самоуправление в форме магистрата.
Культурной столицей донских армян был город Нахичевань-на-Дону. В 1928 году он был объединён с соседним городом Ростовом-на-Дону.